# Gangmar Co
Gangmar Co (kinesiska: Gangma Cuo, 冈玛错, Kang-ma-ts’o) är en sjö i Kina. Den ligger i den autonoma regionen Tibet, i den sydvästra delen av landet, omkring 790 kilometer nordväst om regionhuvudstaden Lhasa. Gangmar Co ligger 4 872 meter över havet. Omgivningarna runt Gangmar Co är i huvudsak ett öppet busklandskap.
Genomsnittlig årsnederbörd är 195 millimeter. Den regnigaste månaden är augusti, med i genomsnitt 47 mm nederbörd, och den torraste är december, med 1 mm nederbörd.